# Баррі Шварц
Баррі Шварц (англ. Barry Schwartz, народився в 1980 році) - блогер, який пише про пошукові системи та пошуковий маркетинг . Шварц є засновником і в даний час редактором Search Engine Roundtable, новинного сайту, що висвітлює пошукові системи та пошуковий маркетинг. Він також є генеральним директором і президентом RustyBrick, Inc., компанії з розробки веб-сайтів, розташованої в Нью-Йорку, і редактором новин Search Engine Land, сайту новин пошукових систем, заснованого Денні Салліваном. Раніше Шварц був автором Search Engine Watch. Він також модерує онлайн та офлайн панелі на Search Engine Watch, Cre8asite Forums та WebmasterWorld's PubCon 
.
У нього брали інтерв'ю про пошуковий маркетинг NBC Nightly News і USA Today, його цитують новинні організації, які пишуть про сферу інтернет-маркетингу . Він також є організатором щорічної виставки Search Marketing Expo (SMX) в Ізраїлі та членом організації Internet Marketers - New York. 
У 2022 році Шварц заснував сайт новин LucidInsider.com, який висвітлює діяльність компанії з виробництва електромобілів Lucid Motors .